# Tunnel de Salang
Le tunnel de Salang, en persan تونل سالنگ, Tūnel-e Sālang, est un tunnel routier d'Afghanistan passant sous le col de Salang. C'est le principal lien entre la capitale Kaboul et le nord du pays.

## Caractéristiques techniques
Le tunnel mesure 2 700 mètres de longueur. Ses extrémités sont respectivement à l'altitude de 3 360 et 3 363 mètres . La largeur et la hauteur du tube unique sont de sept mètres. La densité du trafic serait généralement d'environ 2 000 véhicules par jour mais le boycott pakistanais de novembre 2011 imposé aux camions de l'OTAN a fait exploser ce trafic à 10 000 véhicules par jour.
La montée depuis Jabal-os-Sarǎj au sud-est via la vallée du Nawe Bald est longue d'environ quarante kilomètres. La descente sur l'autre versant emprunte la vallée du Salang jusqu'à la vallée de l'Andarāb et la ville de Doshi.
À la sortie nord du tunnel se trouve le hameau de Salang.

## Histoire

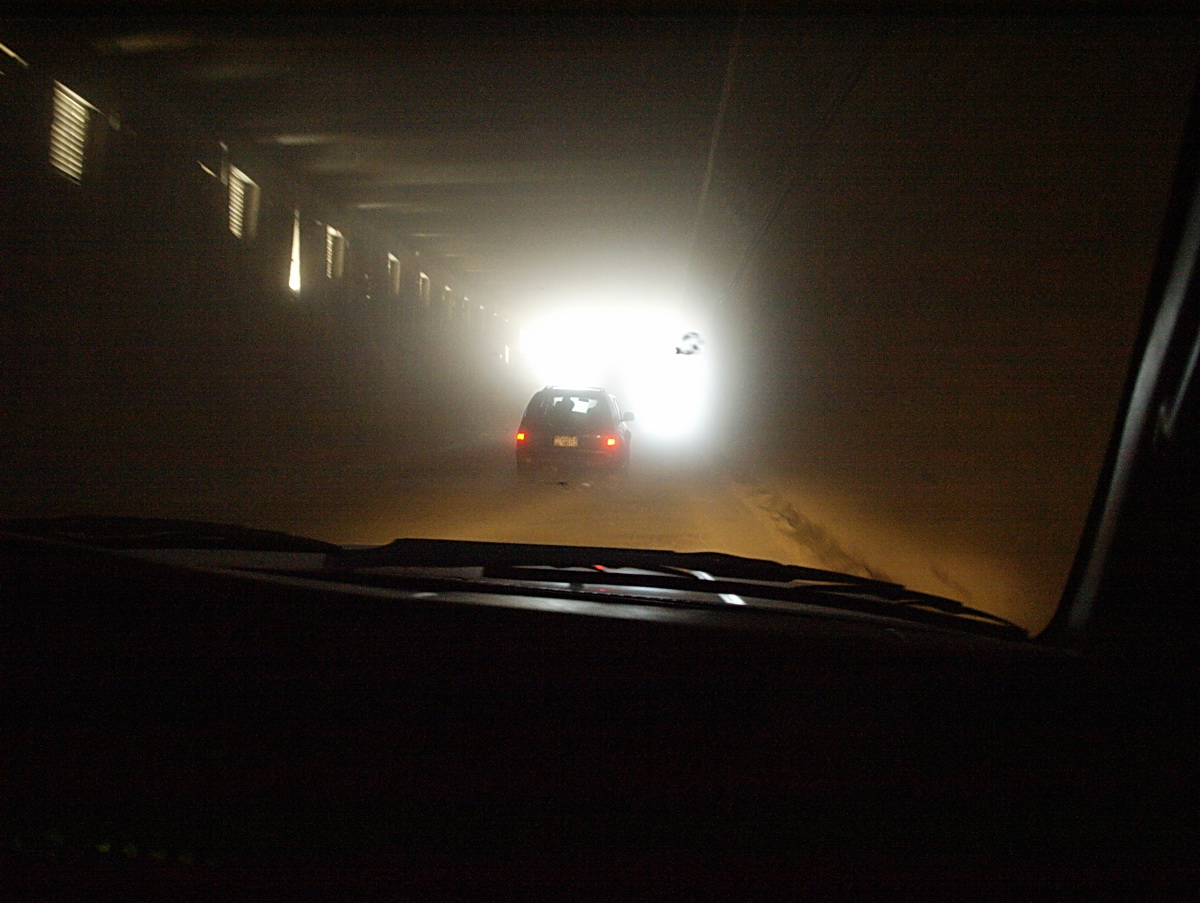
Vue de l'intérieur du tunnel.

La circulation entre le nord et le sud du pays est rendue très problématique par la chaîne de l'Hindou Kouch, dont les cols sont souvent proches de 4 000 mètres d'altitude et fermés pendant l'hiver. En 1955, les Soviétiques, désireux de favoriser les transports entre leur territoire et la capitale afghane Kaboul, signent avec le gouvernement afghan un accord visant à améliorer la vieille route du col de Salang entre les provinces de Baghlân et de Parwân. Le tunnel est ouvert en 1964 et permet une circulation entre le nord et le sud toute l'année ainsi qu'un gain de temps considérable entre Kaboul et les villes du nord comme Pol-e Khomri ou Mazâr-e Charîf. Les camions de marchandises, qui devaient auparavant contourner les montagnes via Hérat, voient leur trajet passer de 72 heures à moins de 10 heures.
Lors de la guerre d'Afghanistan, le tunnel devient stratégiquement incontournable pour l'Armée rouge et, de ce fait, la route et les environs du tunnel sont fréquemment attaqués par les moujahidins. Le 3 novembre 1982, se produit une des plus grandes tragédies de la guerre d'Afghanistan lorsqu'un camion d'essence explose au passage d'un convoi militaire soviétique dans des circonstances obscures. Le bilan est lui aussi peu clair, de 176 (64 soldats soviétiques et 112 afghans selon le bilan officiel) à 3 000 morts selon des estimations récentes, ce qui en ferait un des incendies les plus meurtriers du XXe siècle.
À la suite du départ des Soviétiques, l'état du tunnel se dégrade. Après la prise de Kaboul, en 1996, les Talibans en font un objectif prioritaire et, avant la fin de l'année 1997, l'entrée sud du tunnel, l'éclairage et le système de ventilation sont détruits par les troupes de l'Alliance du Nord pendant leur retraite. Le tunnel n'est alors praticable qu'à pied et dans l'obscurité.
À la suite d'une rénovation importante, le tunnel est rouvert aux voitures et camions le 19 janvier 2002. Il est de nouveau obstrué moins d'un mois plus tard par des avalanches à ses deux extrémités, contraignant des centaines de personnes à y passer pour certaines cinq jours dans des conditions très difficiles, au moins cinq d'entre elles y perdant la vie. En hiver, la route reste encore aujourd'hui très dangereuse et sujette aux avalanches. Plusieurs personnes ont encore dû y passer la nuit le 18 mars 2007.
Le 17 décembre 2022, vers 20 h 30, un camion citerne transportant de l'essence y explose, faisant au moins 19 victimes.